# Kiwi bru de l'Illa del Nord
El Kiwi bru de l'Illa del Nord
(Apteryx mantelli) és una espècie d'ocell de la família dels apterígids (Apterygidae) que viu a gran part de l'Illa del Nord. Era considerat coespecífic amb el kiwi bru de l'Illa del Sud i de l'illa Stewart.